# Bulgurcuk, Karakoçan
Bulgurcuk là một xã thuộc huyện Karakoçan, tỉnh Elâzığ, Thổ Nhĩ Kỳ. Dân số thời điểm năm 2011 là 1.211 người.